# Alla Helgons kyrka, Sevastopol
Alla Helgons kyrka (ukrainska: Храм Всіх Святих/Hram Vsih Svjatih, ryska: Храм Всех Святых/Hram Vseh Svjatih) är en ukrainsk-ortodox kyrkobyggnad belägen i staden Sevastopol på Krim.

## Historia
Alla Helgons kyrka uppfördes 1822 på bekostnad av viceamiral Philip Bychensky, som även blev begravd där. Under Belägringen av Sevastopol (1854–1855) blev kyrkan plundrad av osmanska och franska trupper. Kyrkan restaurerades 1859 av köpmannen Ivan Pikin, och 5 oktober samma år blev den återinvigd.
1901 öppnades en församlingsskola. Under andra världskriget slapp kyrkan ifrån skador. 1985 blev kyrkan förklarad som byggnadsminne och åren 1990 till 1995 genomfördes reparationer.

## Kyrkobyggnaden
Byggnaden består av ett långhus med östvästlig orientering. I väster finns ingång med torn och i öster en kupol. Vid långhusets östra kortsida finns en halvrund absid. Mitt på långhuset sträcker sig korsarmar ut åt söder och norr.

## Bilder

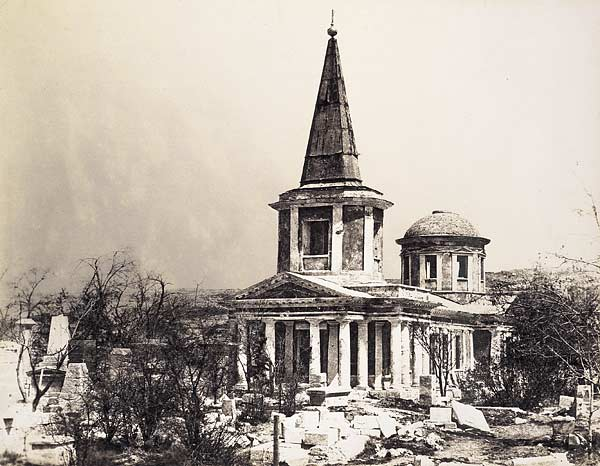
Kyrkan år 1855.